# Saturnino Calderón de la Barca y Collantes
Saturnino Calderón de la Barca y Collantes (Reinosa, 26 febbraio 1799 – Madrid, 7 ottobre 1864) è stato un nobile e politico spagnolo.

## Biografia
Era il figlio maggiore di Manuel Santiago Calderón de la Barca y Rodríguez-Fontecha, e di sua moglie, Saturnina Collantes y Fonegra. Suo fratello, Fernando Calderón de la Barca y Collantes, era un uomo politico di primo piano che ha ricoperto incarichi importanti.

## Carriera
È stato eletto deputato per Orense nel 1820, dopo la morte di Ferdinando VII. Nel 1838 divenne senatore e ministro dell'interno durante la reggenza di Maria Cristina di Borbone-Due Sicilie.
Nel 1850 divenne ministro dei Lavori pubblici nel governo Narvaez, e nel 1858 Ministro di Stato, nel governo O'Donnell. Nel 1861 firmò un accordo commerciale tra il Marocco e la Spagna.